# Ryohei Hayashi
Ryohei Hayashi (født 8. september 1986) er en japansk fodboldspiller, som spiller for den japanske fodboldklub Tokyo Verdy.